# Ranipettai
Ranipettai là một thành phố và khu đô thị của quận Vellore thuộc bang Tamil Nadu, Ấn Độ.

## Nhân khẩu
Theo điều tra dân số năm 2001 của Ấn Độ, Ranipettai có dân số 47.236 người. Phái nam chiếm 49% tổng số dân và phái nữ chiếm 51%. Ranipettai có tỷ lệ 79% biết đọc biết viết, cao hơn tỷ lệ trung bình toàn quốc là 59,5%: tỷ lệ cho phái nam là 83%, và tỷ lệ cho phái nữ là 74%. Tại Ranipettai, 11% dân số nhỏ hơn 6 tuổi.